# Лауро
Ла̀уро (на италиански: Lauro) е малко градче и община в Южна Италия, провинция Авелино, регион Кампания. Разположено е на 192 m надморска височина. Населението на общината е 3575 души (към 2010 г.).

## Личности
Родени;
- Умберто Нобиле (1885-1978), италиански конструктор на дирижабли и полярен изследовател